# Josef Reischer
Josef Reischer (* 30. Mai 1920 in Weissenbach an der Triesting; † 17. September 1989 in Wien) war ein österreichischer Politiker (ÖVP) und Landwirt. Reischer war von 1964 bis 1983 Abgeordneter zum Landtag von Niederösterreich. 
Reischer absolvierte die landwirtschaftliche Fachschule und diente zwischen 1940 und 1945 im Zweiten Weltkrieg, wobei er in Kriegsgefangenschaft geriet. Nach dem Krieg arbeitete er als Landwirt in Edla, Gemeinde Weissenbach, wobei ihm der Berufstitel Ökonomierat verliehen wurde. Politisch engagierte er sich ab 1949 als Gemeinderat, 1955 wurde er zum geschäftsführenden Gemeinderat gewählt, zwischen 1970 und 1980 war er erneut Gemeinderat. Zudem war er von 1960 bis 1988 als Bezirksbauernkammerobmann aktiv und wirkte zwischen 1970 und 1980 als Obmannstellvertreter im niederösterreichischen Bauernbund. Reischer vertrat die ÖVP zwischen dem 19. November 1964 und dem 4. November 1983 im Landtag und war innerparteilich als Bezirksparteiobmann aktiv. 